# Birte Hanusrichter

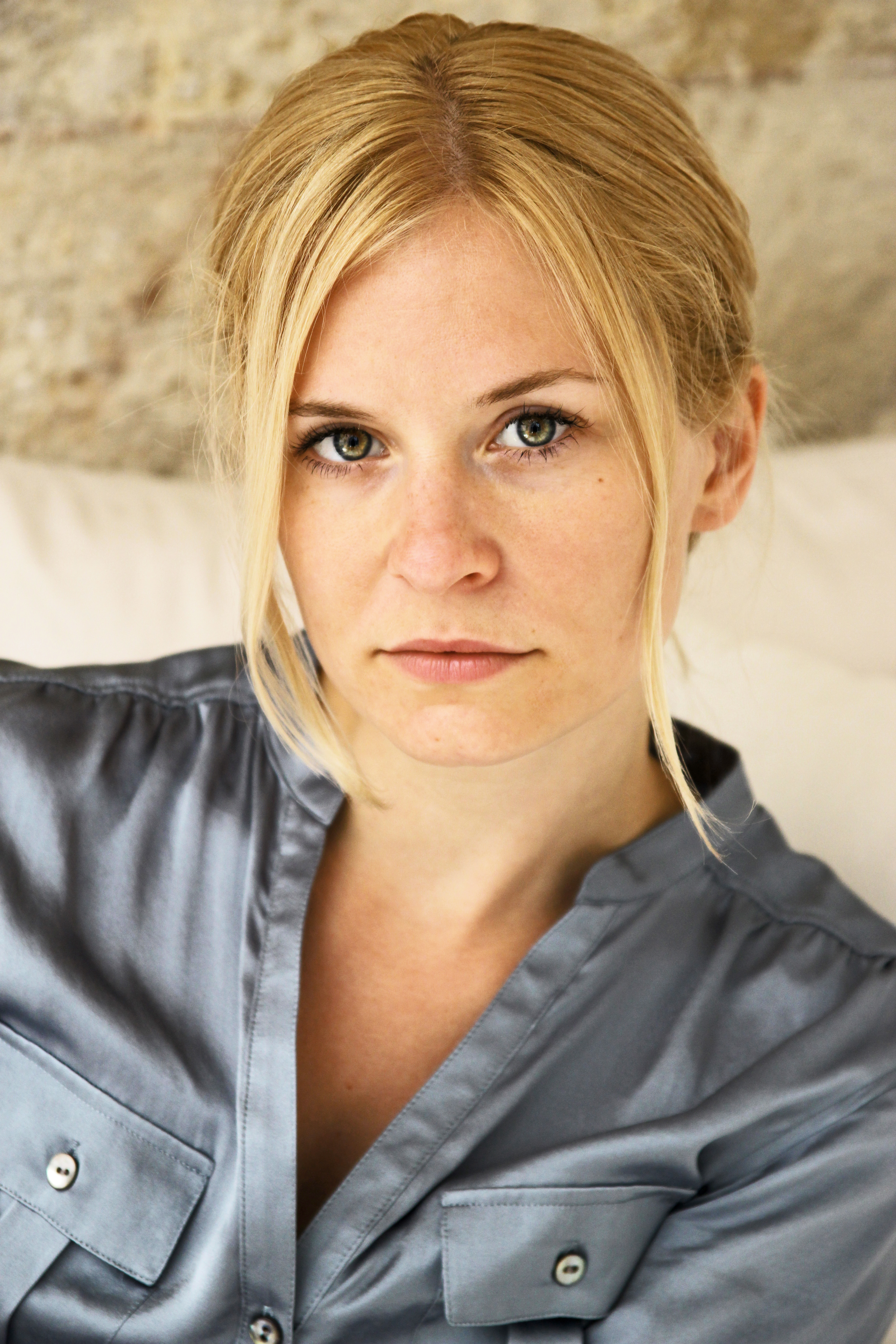
Birte Hanusrichter (2017)

Birte Hanusrichter (* 8. Januar 1979 in Hamm, Nordrhein-Westfalen) ist eine deutsche Schauspielerin und Musikerin.

## Biografie
Hanusrichter absolvierte nach einem ersten Studium von 2002 bis 2005 an der Internationalen Filmschule Köln eine Schauspielausbildung bei den Schauspiellehrern CC Courtney vom Neighborhood Playhouse in NYC und Jacqueline McClintock in Montreal die Meisner Technik.
Ihr TV-Debüt gab sie 2007 in Pastewka. Seither war sie in diversen Kino-, Film- und Fernsehproduktionen zu sehen.
Bis 2020 lebte Hanusrichter abwechselnd in Berlin und München, wo sie von 2013 bis 2020 als künstlerische Leitung in der Schauspielschule Zerboni tätig war. Seit 2020 lebt sie vorwiegend in Berlin.
Bekanntheit erreichte sie durch die Rolle der Jenny Kramer (2018 bis Juni 2019) bei Jenny – echt gerecht auf RTL, als Kommissarin Madeleine „Koko“ Konrad in der ZDF-Krimiserie Blutige Anfänger und als Caro Liebhard in der ZDFneo-Serie Vierwändeplus.
Weiterhin ist sie Mitglied der Bands Young Chinese Dogs und Snowfall (Gesang, Toy Piano, Akkordeon).

## Diskografie
mit Young Chinese Dogs
- 2011: Lost Generation (Sampler „Laut gegen Brauntöne“)
- 2012: Live in a Cardboard Box (EP)
- 2013: Sweet Little Lies (Single; Motor Entertainment)
- 2013: This Town Is Killing Me (Single; Motor Entertainment)
- 2013: Farewell to Fate (Album; Motor Entertainment)
- 2014: You Can't Find Love in the Summertime (Single; Motor Entertainment)
- 2015: Great Lake State (Album; Motor Entertainment)
- 2015: Phone Call (Single; Motor Entertainment)
- 2019: Hey There (Single; Motor Entertainment)
- 2019: The Quiet & The Storm (Album;  Motor Entertainment)
- 2024: Home (Album)

mit Snowfall
- 2017: Snowfall (EP)
- 2019: Halfway Devil (Album)

## Filmografie
- 2007: Pastewka (Fernsehserie, Folge Das Wunder von München)
- 2009: Ein Haus voller Töchter (Fernsehserie)
- 2009: Klischee – Mörderisches Halloween auf Mallorca
- 2009: Freiheit stirbt… Mit Sicherheit, Regie: Hanno Lay
- 2010: Da kommt Kalle (Fernsehserie, Folge Der Schein trügt), Regie: Bodo Schwarz
- 2010: Was?! (Fernsehserie, Pilot), Regie: Tobi Baumann
- 2011: SOKO 5113 (Fernsehserie, Folge Blutiger Honig), Regie: Bodo Schwarz
- 2011: Weißblaue Geschichten (Fernsehserie), Regie: Werner Siebert
- 2011: Heiter bis tödlich: Hubert und Staller (Fernsehserie, Folge Requiem für Miss Oberbayern), Regie: Oliver Mielke
- 2011: Marokko, Regie: Benjamin Pfohl
- 2012: Legend of Hell
- 2012: Countdown – Die Jagd beginnt (Fernsehserie, Folge Rache), Regie: Alexander Dierbach
- 2012: Notruf Hafenkante (Fernsehserie, Folge Ein letzter Kuss), Regie: Jörg Schneider
- 2012: Die Rosenheim-Cops (Fernsehserie, Folge Der Fall Ortmann), Regie: Jörg Schneider
- 2012: Dreimal ums Haus (Kurzfilm), Regie: David Semonin
- 2012: Alarm für Cobra 11 (Fernsehserie, Folge Der Mentalist), Regie: Nico Zavelberg
- 2012: Der Cop und der Snob (Fernsehserie, Folge Der Morgen danach), Regie: Michael Kreindl
- 2012: Frühlingskinder (Fernsehfilm)
- 2012: Blaze Orange, Regie: Dominik Roth
- 2012: Pass gut auf ihn auf!
- 2013: Check It Out, Regie: Andreas Irnsdorfer
- 2013: Um Himmels Willen (Fernsehserie), Regie: Andi Niessner
- 2013: Die Familiendetektivin (Fernsehserie, Folge Der verlorene Sohn), Regie: Jorgo Papavassiliou
- 2013: Einmal Frühling und zurück
- 2013: Nichtsdestotrotz, Regie: Anja Badeck
- 2014: Katie Fforde – Eine Liebe in New York (Fernsehfilm)
- 2014: Die abhandene Welt
- 2014: Seitensprung (Fernsehfilm)
- 2016: SOKO 5113, (Fernsehserie, Folge Bereit bis in den Tod), Regie: Robert Pejo
- 2015: SOKO Köln (Fernsehserie, Folge Tod eines Wurschtels), Regie: Ulrike Hamacher
- 2016: Männertag
- 2016: Der Bergdoktor (Fernsehserie, Folge Ein letztes Lied), Regie: Axel Barth
- 2016: Bettys Diagnose (Fernsehserie, Folge Adrenalin), Regie: Ulrike Hamacher
- 2016: SOKO Stuttgart (Fernsehserie), Regie: Christoph Eichhorn
- 2016: Dr. Klein (Fernsehserie, Folge Herzschmerzen)
- 2016: Jenny – Pilotfilm
- 2017: Laim 2 – Uriel (Fernsehfilm), Regie: Michael Schneider
- 2017: Der Alte (Fernsehserie, Folge Kein Entrinnen)
- 2017: Verräter (Fernsehfilm), Regie: Franziska Meletzky
- 2017: Katie Fforde – Bellas Glück (Fernsehfilm), Regie: Frauke Thielecke
- 2018–2019: Jenny – echt gerecht (Fernsehserie)
- 2018: Platzhirsche (Fernsehfilm), Regie: Holger Haase
- 2018: Milk & Honey (Fernsehserie)
- 2019: Mein Schwiegervater, der Camper (Fernsehfilm)
- 2020: SOKO Köln (Fernsehserie, Folge Alte Geschichten)
- 2020: Ein Sommer in Andalusien (Fernsehfilm)
- 2020: Die Donau ist tief. Ein Krimi aus Passau (Fernsehreihe)
- 2021: Katie Fforde – Du lebst nur einmal (Fernsehfilm), Regie: Helmut Metzger
- 2021: SOKO Hamburg (Fernsehserie, Folge Engel in Weiß)
- 2021: In aller Freundschaft (Fernsehserie, Folge Gefühlschaos)
- 2021: Bettys Diagnose (Fernsehserie, Folge Spiel mit dem Feuer)
- 2022–2024: Blutige Anfänger (Fernsehserie, Staffel 3 bis 5)
- 2023: SOKO Leipzig (Fernsehserie, Folge Keine Rettung)
- 2025: Der Bergdoktor (Folge Kindeswohl)
- 2025: Morden im Norden (Fernsehserie, Folge Vergebung)
- 2025: In aller Freundschaft – Die jungen Ärzte (Fernsehserie, Folge Kaputt)

## Theater (Auswahl)
- 2008: 6 Zimmer, Küche, Sarg
- 2008: Endstation Leben
- 2011: Schwestern